# Thượng Cường
Thượng Cường là một xã thuộc huyện Chi Lăng, tỉnh Lạng Sơn, Việt Nam.
Xã Thượng Cường có diện tích 22,13 km², dân số năm 1999 là 3.066 người, mật độ dân số đạt 139 người/km².
Theo thống kê năm 2019, xã Thượng Cường có diện tích 22,13 km², dân số là 2.773 người, mật độ dân số đạt 125 người/km².